# Eulises González Sánchez
Eulises González Sánchez (* 26. Oktober 1938 in Tinjacá) ist ein kolumbianischer Geistlicher und emeritierter Apostolischer Vikar von San Andrés y Providencia.

## Leben
Papst Paul VI. weihte ihn am 22. August 1968 zum Priester des Bistums Girardot.
Papst Johannes Paul II. ernannte ihn am 5. Dezember 2000 zum Apostolischen Vikar von San Andrés y Providencia und Titularbischof von Tatilti. Die Bischofsweihe spendete ihm der Apostolische Nuntius in Kolumbien, Erzbischof Beniamino Stella, am 10. März des nächsten Jahres; Mitkonsekratoren waren Jorge Ardila Serrano, Bischof von Girardot, und Jesús María Coronado Caro SDB, Altbischof von Duitama-Sogamoso.
Am 16. April 2016 nahm Papst Franziskus seinen altersbedingten Rücktritt an.